# Петріш (Арад)
Петріш (рум. Petriș) — село у повіті Арад в Румунії. Адміністративний центр комуни Петріш.
Село розташоване на відстані 340 км на північний захід від Бухареста, 83 км на схід від Арада, 123 км на південний захід від Клуж-Напоки, 95 км на схід від Тімішоари.

## Населення
За даними перепису населення 2002 року у селі проживали 634 особи.
Національний склад населення села:
| Національність | Кількість осіб | Відсоток |
| -------------- | -------------- | -------- |
| румуни         | 623            | 98,3%    |
| угорці         | 9              | 1,4%     |

Рідною мовою назвали:
| Мова      | Кількість осіб | Відсоток |
| --------- | -------------- | -------- |
| румунська | 625            | 98,6%    |
| угорська  | 9              | 1,4%     |